# Kristijan III. Danski
Kristijan III., danski in norveški kralj, vojvoda v Schleswigu in Holsteinu, * 12. avgust 1503, grad Gottorf v Schleswigu, † 1. januar 1559, Kolding.
Za vladanje Kristijana III. je bilo pomembno njegovo mladeniško srečanje z Martinom Lutrom na cesarskem zboru v Wormsu leta 1521. Navdušil se je nad protestantizmom in ga še v času vladanja očeta Friderika I. začel vpeljevati v delu vojvodine Schleswig, ki ga je upravljal. Ko je po dveletni državljanski vojni postal kralj, je na Danskem, Norveškem in v vojvodinah Schleswig in Holstein vpeljal luteranski verski red. Sekulariziral je cerkveno zemljo. Plemičem je priznal njihove privilegije in vpeljal novo upravno ureditev, ki je veljala do vpeljave absolutizma leta 1660. Posesti v vojvodinah si je delil s polbratoma, kar se je dolgoročno pokazalo kot slabo, saj je povzročalo neprestane spore med »kraljevo« vejo Oldenburžanov in »vojvodsko« podvejo Schleswig-Holstein-Gottorf.

## Mladost
Kristijan je bil najstarejši sin danskega princa Friderika in njegove prve žene Ane, hčerke brandenburškega volilnega kneza Ivana Cicera. Ko je bil star deset let, mu je umrla mati. Štiri leta kasneje se je oče ponovno poročil. 
Kristijanovi vzgojitelji so bili navdušeni protestanti. Na njegovem izobraževalnem potovanju po Evropi so osemnajstletnega pripeljali v nemški Worms, kjer je leta 1521 na cesarskem zboru slišal govoriti Martina Lutra. Luter in njegovi pogledi so na Kristijana naredili neizbrisljiv vtis. Odtlej ni skrival navdušenja nad njimi, kar je povzročalo zaskrbljenost pri katoliških predstavnikih v danskem državnem svetu, skrbelo pa je tudi njegovega previdnega in okoliščinam prilagodljivega očeta.
Leta 1521 so se najprej Švedi, potem pa tudi Danci in Norvežani uprli kralju Kristijanu II. in ga izgnali. Za danskega in norveškega kralja so izvolili Kristijanovega očeta Friderika I. Ta je leta 1526 prepustil sinu Kristijanu v upravljanje severni del vojvodine Schleswig s središčem v Haderslebnu. Kristijan je tam takoj začel s pripravami za reorganizacijo cerkve.  Leta 1528 je s t. i. haderslebenskimi členi vpeljal prvo tamkajšnjo luteransko cerkev. V pridigarskih šolah so se izobraževali prvi bodoči duhovniki nove nacionalne cerkve. Spremembe v izvedbi bogoslužja niso bile velike, duhovniki na območju Haderslebna so obdržali zaposlitve, prehod je bil dokaj nemoten. A drugod po kraljestvu so dogodke v Haderslebnu spremljali z nezaupanjem še zlasti zato, ker je Kristijan na svojih posestih včasih spodbujal nasilno razpuščanje samostanov. Pod njegovim pokroviteljstvom je bila 8. aprila 1529 v frančiškanskem samostanu v Flensburgu t. i. flensburška disputacija, razprava o luteranski veri, ki je tudi prispevala k širjenju vere.
Oče je leta 1529 Kristijana imenoval za namestnika na Norveškem.

## Grofova fajda
Aprila 1533 je umrl Friderik I. in jutlandsko plemstvo je v mestu Rye izvolilo Kristijana za danskega in norveškega kralja. Vendar danski državni zbor, v katerem so prevladovali katoliški plemiči in škofje, luteransko usmerjenega princa ni potrdil za kralja. Volitve so preložili na naslednje leto.
V času brezvladja je luteranska manjšina v državnem zboru skupaj z županoma Kopenhagna in Malmöja Kristijanu ponudila prestol. Toda Kristijan te delne ponudbe ni sprejel. Odklonil je tudi ponudbo lübeškega župana Jürgena Wullenweverja, ki mu je za protiuslugo nadaljnjih trgovskih privilegijev v Øresundu ponujal vojaško pomoč.
Tedaj sta se župana Kopenhagna in Malmöja obrnila na vojskovodjo, grofa Krištofa Olenburškega, z željo, da ponovno pripelje na prestol zaprtega Kristijana II. Na deželnih zborih Zelandije in Skanije so grofa Krištofa proglasili za regenta. Grof je dobil tudi podporo kmetov na severu Jutlandije in na otoku Fünen. Lübeškemu županu je obljubil trgovske privilegije in dobil tudi njegovo pomoč. Začel je upor, ki je dobil ime grofova fajda.
Spomladi 1534 je lübeški vojskovodja Marx Mayer vdrl v Holstein. Grof Krištof je nagovoril nekdanjega danskega kapitana Klemena Andersena, da je sprožil vstajo kmetov na severu Jutlandije, kjer so ropali posesti protestantskih plemičev in močno porazili tamkajšnjo plemiško vojsko. Med tem je grof Krištof na hitro zavzel Zelandijo in Fünen. S tem so uporniki pridobili nadzor nad Øresundom in taksami ladijskega prometa.
V pričakovanju hitre zmage so se zvezi grofa Krištofa pridružila bližnja hanzeatska mesta, kmetje iz  Dithmarschna in mecklenburški vojvoda. Lübeški župan Wullenwever je želel pritegniti še angleškega kralja in saškega volilnega kneza in tudi njima ponudil dansko krono, mecklenburškemu vojvodi pa švedsko krono.
Takšna politika je med zaveznike vnesla razdor, Dance pa opomnila na nujnost enotne obrambe. Danski državni svet je julija 1534 imenoval Kristijana za novega danskega kralja, to pot pod pogoji, ki jih je določil Kristijan. Na pomoč sta mu priskočila njegova svaka, protestanta švedski kralj Gustav Vasa in pruski vojvoda Albert. To je prineslo preobrat v vojni.
Decembra 1534 je general Johan Rantzau zavzel mesto Aaborg, zadnje oporišče upornih kmetov na severu Jutlandije. Kristijan je z Lübeckom sklenil separatni mir, ki se je nanašal samo na območje Jutlandije in okolice Lübecka. Švedske četa so premagale upornike v Skaniji in Hallandu in januarja 1535 do tal požgale grad Helsingborg. General Rantzau je junija 1535 na otoku Fünen premagal grofa Krištofa. Tedaj so tudi danska, švedska in pruska mornarica pod poveljstvom admirala Petra Skrama premagale hanzeatsko floto pri otoku Bornholm in nato še večji del lübeške folote pred Svendborgom na Fünenu. Naslednji mesec je kapituliral Lübeck. Katoliške čete so se najdlje držale v Malmöju in Kopenhagnu, kjer so se po več kot enoletnem obleganju vdale v začetku avgusta 1536. S tem je bila grofova fajda končana, Danska je bila spet enotno kraljestvo.
Na Norveškem so bila stališča do kraljevega nasledstva deljena. Na severu je vplivni škof Olav Engelbrektsson prepričal ostale odločevalce, da so odklonili protestantskega prestolonaslednika, a po prepričljivi Kristijanovi zmagi na Danskem je škof zapustil deželo in tudi norveški državni svet je leta 1537 za kralja izvolil Kristijana.

## Danski in norveški kralj
Kristijan je zmagal v vojni s pomočjo tujcev. Nemški plemiči iz Holsteina so vodili njegovo vojsko in usmerjali njegovo diplomacijo. Od njih je bil odvisen tudi po zmagi, kar je med Danci vzbujalo nezaupanje. Čeprav je danski državni zbor takoj na začetku sprejel sklep, da smejo najvišje položaje v kraljestvu zasedati le rojeni Danci, so v prvih letih králjevi nemški svetovalci nadaljevali s svojim prevladujočim vplivom.
Po vojni so imeli v državnem svetu katoličani še vedno večino. Kristijan je zato dal, po tajnem posvetu s holsteinskimi luteranskimi predstavniki v državnem svetu, avgusta 1536 aretirati tri vplivne katoliške škofe. S tem je dosegel religiozno bolj uravnovešeno sestavo državnega sveta, s konfiskacijo škofovskih zemljišč pa ja pridobil del sredstev za odplačilo ogromnega dolga, ki mu ga je povzročila vojna.
Preoblikovani državni svet je sprejel luteranski cerkveni red, ki ga je sestavil nemški teolog Johannes Bugenhagen. Z njim je določil cerkveno organizacijo, liturgijo in religiozno prakso. Cerkveni red je za Dansko začel veljati leta 1539 in za Schleswig-Holstein leta 1542. Samostane so zaprli, njihovo posest je prevzela krona. Veliko zemlje je bilo podeljeno kraljevim pristašem. Kraljeve posesti so se naenkrat povečale od ene šestine na 60 odstotkov nacionalnega ozemlja. Kralj je s tem dobil osnovo za vračanje ogromnega dolga, ki si ga je nakopal med vojno s plačevanjem najemnikov. Tudi plemiči Kopenhagna so po sklepu svojega zbora prispevali za plačilo dolga eno dvanajstino svojega imetja.
Luteranstvo je postala državna religija tudi na Norveškem. Kristijan se je z Lutrom dopisoval in ga spraševal za nasvete. Izmenjavala sta si darila.
Po priključitvi cerkvenih zemljišč kroni so preuredili in poenostavili njihovo upravljanje. Plemiči so dobili zagotovilo o nedotakljivosti njihovih posesti in pravic na njih. Nova upravna ureditev je veljala do prehoda na absolutizem leta 1660.

### Delitev posesti med brati
Posesti v vojvodinah Schleswig in Holstein, prej razdeljena med brati kraljeve družine, so se leta 1522 (ko se je Kristijan II. v Bordesholmu v korist Friderika I. odpovedal vsem svojim pravicam v vojvodinah) spet združile v kraljevih rokah. Leta 1544 pa so si Kristijan in njegova polbrata Ivan Starejši in Adolf posesti v vojvodinah spet na podoben način razdelili na tri fiskalno čim bolj enake dele: Kristijanu je pripadel t. i. »kraljevi del«, Ivanu Starejšemu del Schleswig-Holstein-Hadersleben (imenovan po gradu upravljanja) in Adolfu del Schleswig-Holstein-Gottorf. (Ivan je leta 1580 umrl brez naslednikov in njegov delež se je vrnil k ostalima bratoma.)
Delitvi posesti med brate je nasprotoval guverner Schleswig-Holsteina in vodja schleswiško-holsteinskega viteškega reda Johan Rantzau, ker je v delitvi videl slabitev oblasti. Za Kristijana pa je bila to priložnost, da se osvobodi vpliva holanskih plemičev in se spet bolj poveže z danskim visokim plemstvom, ki je med državljansko vojno sodelovalo z grofom Krištofom.

### Zunanja politika
Leta 1541 sta si Kristijan III. in švedski kralj Gustav Vasa v Brømsebru obljubila medsebojno pomoč proti notranjim iz zunanjim sovražnikom. Švedska se je odpovedala svojim prejšnjim zahtevam do otoka Gotland.
Kristijanovo vladanje je po svoje obremenjeval zaprti bratranec Krisitijan II., ki je bil neljubi svak cesarja Karla V. Karel Kristijana III. ni priznaval za danskega in norveškega kralja, pač pa je kot kandidata za te položaje nekaj časa podpiral moža svoje nečakinje Doroteje, Wittelsbacha, volilnega kneza Palatinata Friderika II. Kristijan III. se je zato obrambno sprva povezal s protestantskimi knezi cesarju sovražne šmalkaldenske zveze. A sta Kristijan III. in cesar zadevo leta 1544 v Speyerju uredila s pogodbo, v kateri je Karel Kristijana III. priznal za danskega in norveškega kralja in obljubil, da ne bo več podpiral pristašev in sorodnikov Kristijana II., v zameno pa mu je Kristijan III. obljubil, da se ne bo povezoval in sodeloval s cesarjevimi protestantskimi sovražniki. Tega dogovora se je Kristijan III. držal do konca življenja.

## Družina
Kristijan III. se je leta 1525 poročil z Dorotejo (1511–1571), hčerko saško-lauenburškega vojvode Magnusa I. Imela sta pet otrok:
- Ana (1532–1585) ⚭ saški volilni knez Avgust
- Friderik II. (1534–1588), danski in norveški kralj
- Magnus (1540–1583), vojvoda Holsteina, škof v Ösel-Wieku in Kurlandiji, kralj v Livoniji
- Ivan (1545–1622)
- Doroteja (1546–1617) ⚭ Viljem Mlajši, vojvoda Braunschweig-Lüneburg.